# Robotická noha

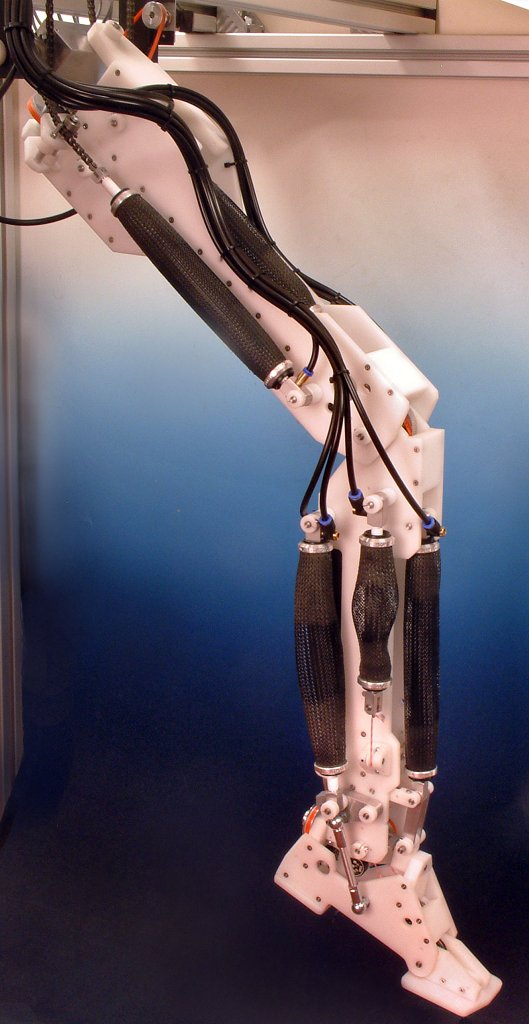
Robotická noha poháněná vzduchem.

Robotická noha je mechanická noha, která dokáže provádět stejnou funkci jako opravdová noha. Robotické nohy je podobný protézám; nicméně, robotické nohy mohou být ovládány elektricky nebo mechanicky. Aby robotické nohy vykazovaly chování jako lidská noha, lékaři musí přesměrovat nervy. V robotické noze jsou taky přidány senzory pro měření elektrického impulsu, které jsou vytvářeny jak re-inervované svalové kontrakce.